# 국가언어발전법
《국가언어발전법》(중국어 정체자: 國家語言發展法, 간체자: 国家语言发展法)은 대만에서 다문화 환경 속의 자국 본토 언어의 계승과 부흥을 위해 제정된 법안이다. 2003년에 교육부 국어시행위원회가 《언어평등법》(중국어 정체자: 語言平等法, 간체자: 语言平等法)이라는 이름으로 처음 제정한 뒤로부터 여러 차례 수정 및 발의되었으나 입법에는 성공하지 못했다.:69 2018년 9월 현재 개정 초안이 입법원회의에 계류 중이다.

## 역사
1983년에 국어시행위원회는 《어문법》 초안을 제정하였으나, 각계의 엇갈린 반응에 후속 작업을 중단하였다.
2002년에 행정원 하카위원회는 천수이볜 총통의 선거 공약을 지키기 위해 《언어공평법(語言公平法)》 초안을 제정하였다. 하카위원회의 법안은 "언어 평등, 언어 지지, 언어 교류, 특히 공공분야에서의 소수 언어 접근권"에 초점이 맞춰져 있다. 또한 '국가언어'와 '지방통행언어'와 같은 개념이 도입되었다. 같은 시기에 국어시행위원 겸 중앙연구원 언어연구소 주비처 주임 허다안(何大安)은 《언어문자기본법(語言文字基本法)》 초안을 제정하였다.
2003년 2월 10일에 국어시행위원회는 하카위원회의 《언어공평법》 초안, 중앙연구원 언어연구소 주비처의 《언어문자기본법》 초안, 그리고 원주민족위원회의 《원주민족언어발전법(原住民族語言發展法)》 초안을 참고하여 제정한 《언어평등법》 초안을 통과시켰다. 이 법안의 내용은 하카위원회의 법안에 소폭의 수정을 가한 정도이다.:69 즉, 국가언어의 구성원의 명칭을 나열하고, 각 언어와 문자의 평등성을 확립하고, 그 사용을 제한하는 조치를 금지하는 내용을 골자로 한다.:274 다만 원주민족 본적의 국어시행위원들의 지지를 얻기 위해 11종의 원주민족어의 명칭을 추가 나열하였으며, 이로써 총 14종의 국가언어가 나열되었다. 가장 큰 쟁점이었던 국어의 명칭은 '화어'로 확정되었으며, 민난어는 'Ho-lo어(타이어)'와 같이 별칭 '허뤄어'를 라틴 문자로 쓴 뒤 또 다른 별칭 '타이어'를 병기하여, 사회적인 합의가 이뤄질 때까지 명칭 채택을 유보하는 방식을 취했다. 《언어평등법》은 여러 가지 이유로 인해 각계의 거센 비판에 직면하였다. 이 법안을 반대하는 자들은 '화어'가 '한어'의 동의어로서 이미 민난어나 하카어 등을 포함한다고 주장하였다.:278 또한 이들은 'Ho-lo어'와 같이 법조문에 라틴 문자가 사용되는 일은 전례가 없다고 비판하면서, 모든 국가언어를 라틴화할 의도는 아닌지 의심을 표하였다.:278-279 그 밖에도 '타이어'라는 명칭은 '타이완의 언어'를 뜻하므로 언어 평등 정신에 위배된다고 지적되었으며, '국가언어'라는 용어 자체도 논란의 대상이 되었다.
동년 3월 31일에 이 법안은 행정원 문화건설위원회로 이송되었고, 《국가언어발전법》으로 개명된 개정안 초안이 동년 9월 22일에 발표되었다. 문화 자산 보존의 관점에서 언어 계획을 다룬다는 점이 특징이다. 이 개정안에서는 국가언어의 구체적인 명칭을 나열하지 않고 "현재 본국 각 족군의 고유의 자연언어, 수어, 문자 기호, 그리고 소속 방언을 가리킨다"는 정의만을 제시하였다. 또한 문자를 다루지 않고 언어만을 다루도록 수정되었으며, '지방통행언어'라는 용어가 '통용어'로 변경되었다. 4년 뒤인 2007년 봄에 《국가언어발전법》의 새로운 개정안 초안이 제정되었다. 이 개정안에서는 조문이 20개에서 12개로 줄었으며, 처음 제정될 때부터 존재하였던, 각급 정부가 통용어를 자체 지정할 수 있다는 내용의 조문이 삭제되었다. 문화건설위원회는 《족군문화회의(族群文化會議)》를 개최하여 관련 의제를 논의하기도 하였다. 이 개정안은 동년 5월 16일에 행정원 원회 심사를 통과하였으며, 5월 25일에 입법원 심의에 회부되었으나 6대 입법원 회기 안에 심의를 끝내지 못하였다. 7대 회기 때인 2008년 2월 1일에 다시 회부하였으나 통과되지 않았다.
2008년부터는 관비링(管碧玲), 황궈수(黃國書), 쉬즈제(許智傑), 장랴오완젠(張廖萬堅), 우스야오(吳思瑤), 시대역량(時代力量), 행정원 등의 의원, 당, 정부 기관이 각기 다른 방안을 발표하였으나, 관비링에 의하면 "다수당과 소수당의 이 법안에 대한 기본적인 의견 차이가 지속되어 줄곧 입법을 완성할 수 없었다".:278 (시대역량 방안의 이름은 《국가언어평등발전법(國家語言平等發展法)》이다.) 2017년 3월 4일부터 4월 8일까지 문화부는 차례로 타이베이시, 펑후현, 타이난시, 장화현, 신주현, 타이둥현, 그리고 타이중현을 순회하며 공청회를 개최하였다. 문화부, 교육부, 하카위원회, 원주민족위원회 등 기관의 대표 인사가 (타이베이시 공청회에 하카위원회 인원들이 불참석한 것을 제외하면) 모든 회차에 참석하였다. 딩샤오징(丁曉菁) 문화부 정무차장이 첫 공청회에, 덩리쥔(鄭麗君) 문화부장이 마지막 공청회에 참석하였으며, 주루이하오(朱瑞皓) 문화부 인문출판사장 역시 대부분 회차에 참석하였다. 2018년 1월 4일에 행정원의 개정안이 통과되었다. 2018년 5월 7일에 입법원 교육문화위원회에서 초심을 통과하였다. 2018년 9월 현재 이 법안은 입법원회의에서 계류 중이다. 3차례 독회를 통과하여 입법이 완료된다면, 신·구교육과정의 원만한 전환을 위해 국가언어 국민교육기본과정 지정 관련 초안 규정은 일러야 (신교육과정이 실시되는 2019년에서 3년이 지난) 2022년에 실시된다.

## 반응

### 탈중국화 비판
국가언어발전법 타이완의 다른 언어 정책들과 같이 탈중국화 비판의 한 대상이다.:70 이를테면 중국 관영 언론 신화통신은 중국문화대학 팡젠궈(龐建國) 교수의 발언을 인용하면서 "차이잉원 정부의 언어법 제정 행위는 문화적 관점에서 접근할 것이 아니라 정치적 관점에서 접근해야할 문제"이며, "이것은 일종의 ‘탈중국화’이자 대만이 시도하는 문화 독립의 의지 표명으로 받아들여야한다"고 지적하였다. 국립타이둥대학 화어문학과 교수 장쉐첸(張學謙)은 "탈중국화 비판은 중국 중심의 이데올로기를 반영하며, 타이완 언어 정책의 다원화 발전에 오명을 씌울 수 있다"고 지적하였다.:76

## 같이 보기
- 타이완의 언어
- 표준 중국어